# Temporada 2016-2017 de la UE Figueres
La cinquena temporada consecutiva a Tercera Divisió de la nova etapa de la Unió Esportiva Figueres va arrencar el 18 de juliol de 2016, amb l'inici de la pretemporada, en la qual l'equip va fer una estada de tres dies a l'Armentera. La presentació oficial a l'estadi de Vilatenim va tenir lloc el 30 de juliol en un partit amistós contra l'Al-Wahda de la màxima competició dels Emirats Àrabs Units, davant de 200 espectadors.
Durant l'estiu, l'equip havia realitzat 14 renovacions, 3 fitxatges i 5 incorporacions de la casa (el retorn de Bonaventura i el pas de Valeros, Torquemada, Vila i Genís). No obstant, la gran novetat va ser la incorporació de Narcís Chicho Pèlach a la banqueta de la Unió, que dirigiria l'equip com a primer entrenador (la temporada passada havia compaginat l'activitat de jugador amb la d'entrenador del primer equip juvenil).
L'equip va fer un mal inici de campanya a la lliga, estancat a la 16a posició durant diverses jornades, no guanyant cap partit fins al mes d'octubre. A partir d'aquell primer triomf a Vilatenim contra l'AEC Manlleu, l'equip es va recuperar i va pujar fins a la 6a posició, però en una campanya global irregular la Unió ja no es mouria de la mitja taula i va acabar 9è (amb 50 punts, tot just 1 punt menys que la passada).

## Fets destacats
2016
- 17 de maig: el Figueres presenta Narcís Chicho Pèlach com a nou entrenador del club.[1][2][3]
- 30 de juliol: presentació oficial de l'equip a Vilatenim en un partit amistós contra l'Al-Wahda.[4]
- 14 d'agost: el Figueres cau derrotat per 5 gols a 1 al camp del CF Gavà (de la Segona Divisió B) en la 3a ronda de la Copa Catalunya.[5]
- 21 d'agost: primera jornada de lliga, en la qual el Figueres empata sense gols contra el Palamós CF a Vilatenim.[6]

2017
- 14 de maig: última jornada de lliga, en la qual el Figueres perd per 1 gol a 2 contra l'EC Granollers a Vilatenim.[7] L'equip acaba 9è classificat i continua una temporada més a Tercera Divisió.

## Plantilla
| Núm. | Pos. |           | Jugador                                   | Procedència       | Temporada |
| ---- | ---- | --------- | ----------------------------------------- | ----------------- | --------- |
|      | POR  | Catalunya | Xavier Gallego Llauró (Gallego)           | CD Banyoles       | 2015-2016 |
|      | POR  | Catalunya | Martí Bartrina Busquets (Bartrina)        | CE Farners        | 2016-2017 |
|      | POR  | Catalunya | Pau Valeros Rovira (Valeros)              | juvenil           | 2016-2017 |
|      | DEF  | Catalunya | Antoni Cunill Pérez (Cunill)              | Palamós CF        | 2014-2015 |
|      | DEF  | Catalunya | Ramon Masó Vallmajó (Masó)                | AEC Manlleu       | 2014-2015 |
|      | DEF  | Catalunya | Sergi Romero Moreno (Romero)              | CF Peralada       | 2015-2016 |
|      | DEF  | Argentina | Santiago Varese Nafa (Varese)             | CE Farners        | 2015-2016 |
|      | DEF  | Catalunya | Albert Genís Rigall (Genís)               | juvenil           | 2016-2017 |
|      | DEF  | Catalunya | Ian Vila Reyes (Vila)                     | juvenil           | 2016-2017 |
|      | MIG  | Catalunya | Pedro del Campo González (del Campo)      | Girona FC juvenil | 2010-2011 |
|      | MIG  | Catalunya | Ferran Grau Suñé (Grau)                   | UE Olot           | 2011-2012 |
|      | MIG  | Catalunya | Ricard Mercader Frigola (Mercader)        | Palamós CF        | 2014-2015 |
|      | MIG  | Catalunya | Joaquim Rodríguez Vicens (Rodríguez)      | CE Farners        | 2014-2015 |
|      | MIG  | Catalunya | Cristian Venzal Moreno (Venzal)           | Palamós CF        | 2015-2016 |
|      | MIG  | Catalunya | Miquel Molist Solvas (Molist)             | AEC Manlleu       | 2016-2017 |
|      | MIG  | Catalunya | Roger Torquemada Rodríguez (Torquemada)   | juvenil           | 2016-2017 |
|      | MIG  | Argentina | Sebastián Andrés Setti Wasilewski (Setti) | UE Llagostera     | 2016-2017 |
|      | DAV  | Catalunya | Xavier Revert Peris (Revert)              | Palamós CF        | 2014-2015 |
|      | DAV  | Catalunya | Adrià Casanova Clusells (Casanova)        | CD Banyoles       | 2015-2016 |
|      | DAV  | Catalunya | Mohamed Chabboura Houh (Chabboura)        | Girona FC B       | 2015-2016 |
|      | DAV  | Catalunya | Marc Bonaventura Vallmajor (Bonaventura)  | Girona FC B       | 2016-2017 |
|      | DAV  | Catalunya | Xavier Ferrón Palau (Ferrón)              | CF Peralada       | 2016-2017 |

Llegenda:  ·   Capità  ·   Juvenil  ·   Lesionat  ·   Altes  ·   Passaport europeu  ·   Extracomunitari  ·   Extracomunitari sense restricció
Altres jugadors utilitzats a la pretemporada i a la lliga: Josep Maria Chavarría Pérez (juvenil, va disputar minuts amb el primer equip a Tercera divisió), Marcos Foraster Nhali (juvenil), Enric Genís Sitjà (juvenil), Marçal Juanola Aguilar (juvenil), Alfredo Labrador Rodríguez (CF Base Roses), Gerard Mercader Corretger (juvenil), Max Serra Camós (juvenil), Albert Rigau Ferrer (CEF Gironès-Sàbat), Jordi Turón Sureda (juvenil), Iván Vargas Balmon (juvenil)
| Baixes                   | Destinació             |
| Aleix Prunés Aguilar     | CEF Bosc de Tosca      |
| Roger Vidal Corominas    | UE Olot                |
| Èric Vilanova Gifra      | UE Olot                |
| Marc Serramitja Taberner | Palamós CF             |
| David Costa Rodríguez    | CF Base Roses (cedit)  |
| Roger Brugué Ayguadé     | CF La Pobla de Mafumet |
| Alexis Sánchez Ruiz      | UE Llagostera B        |

## Resultats
| Amistosos |

| 23 juliol 2016 | CF L'Armentera | 1 – 4              | UE Figueres                                | L'Armentera                                   |  |
| 19:00          | Molins 53'     | Empordà L'Esportiu | 1' 85' del Campo · 33' Varese · 35' Vargas | Municipal Armentera · Antonio López Noguera · |  |

| 27 juliol 2016 | FC Borrassà              | 2 – 7      | UE Figueres                                                                    | Borrassà                                       |  |
| 21:00          | Carbonell 53' · Font 77' | L'Esportiu | 4' Ferrón · 26' Revert · 29' Serra · 78' Vargas · 81' Chabboura · 89' Labrador | Municipal Borrassà · David Claparols Mercado · |  |

| 30 juliol 2016 | UE Figueres | 0 – 0                      | Al-Wahda | Figueres                                                          |  |
| 20:00          |             | L'Esportiu Mundo Deportivo |          | Municipal de Vilatenim · 200 espectadors · Gerard Brull Acerete · |  |

| 4 agost 2016                                          | UE Olot                                        | 4 – 0                  | UE Figueres | Banyoles                                                                 |  |
| 21:00 [Partit de 45 minuts] XLVII Torneig de l'Estany | Simón 4' · Álvarez 15' · Banús 19' · Bigas 28' | L'Esportiu UE Figueres |             | Nou Municipal de Banyoles · 400 espectadors · Carles Montbrau Morcillo · |  |

| 4 agost 2016                                          | CE Banyoles | 0 – 4                  | UE Figueres                                      | Banyoles                                                           |  |
| 22:00 [Partit de 45 minuts] XLVII Torneig de l'Estany |             | L'Esportiu UE Figueres | 15' del Campo · 20' 31' Chabboura · 37' Casanova | Nou Municipal de Banyoles · 400 espectadors · Marc Reixach Horno · |  |

| 6 agost 2016 | UE Marca de l'Ham | 0 – 3      | UE Figueres                     | Figueres                                                                         |  |
| 20:30h       |                   | L'Esportiu | 50' E. Genís · 62' 73' Mercader | Camp de futbol Marca de l'Ham · 200 espectadors · Hicham Bouznakari Lahchaychi · |  |

| 13 agost 2016                                                 | UE Llagostera B | 1 – 0      | UE Figueres | Santa Coloma de Farners                |  |
| 18:30 [Partit de 45 minuts] Triangular Sta. Coloma de Farners | Chabboura 36'   | L'Esportiu |             | Municipal de Santa Coloma de Farners · |  |

| 13 agost 2016                                                 | CE Farners | 1 – 2      | UE Figueres                   | Santa Coloma de Farners                |  |
| 19:30 [Partit de 45 minuts] Triangular Sta. Coloma de Farners | Salas 35'  | L'Esportiu | 4' Bonaventura · 37' E. Genís | Municipal de Santa Coloma de Farners · |  |

| Copa Catalunya |

| 31 juliol 2016 | UE Figueres                                                         | 5 – 0                               | Palamós CF | Figueres                                                                                          |  |
| 20:00 1a ronda | Revert 5' (p.) · Bonaventura 13' · Casanova 53' · Rodríguez 80' 83' | Mundo Deportivo L'Esportiu Acta FCF |            | Municipal de Vilatenim · 350 espectadors · Brian Díaz Díaz · Bernat Mas López · Pol Toril Bagen · |  |

| 7 agost 2016            | UE Figueres                  | 2 – 2 (pp.)                         | UE Olot                  | Figueres |                          |
| 20:00 2a ronda          | Revert 43' · Bonaventura 83' | Mundo Deportivo L'Esportiu Acta FCF | 28' 30' Mas              | Municipal de Vilatenim · 600 espectadors · Rubén Mancera Antón · Eduardo Hernández Cacho · David Caro Gallardo · |                          |
|                         |                              | Tanda de penals                     |                          | |                          |
| Revert del Campo Molist | Revert del Campo Molist      | 3 – 1                               | Blázquez Escudero Santos | Blázquez Escudero Santos                                                                                         | Blázquez Escudero Santos |

| 14 agost 2016  | CF Gavà                             | 5 – 1                               | UE Figueres | Gavà |  |
| 19:30 3a ronda | Garrós 30' 42' 62' · Sascha 48' 59' | Mundo Deportivo L'Esportiu Acta FCF | 20' Revert  | Estadi Municipal la Bòbila · 450 espectadors · Alex Gómez Meneses · Guillem Parera Gaspar · Sergio García Cobos · |  |

| Tercera Divisió-Grup 5 |

| 21 agost 2016   | UE Figueres | 0 – 0                               | Palamós CF | Figueres |  |
| 19:30 Jornada 1 |             | Mundo Deportivo L'Esportiu Acta FCF |            | Municipal de Vilatenim · 400 espectadors · Vicente Alexandre Muñoz Baquero · Daniel Galera Serrano · Xavier Carmona Mantas · |  |

| 28 agost 2016   | CE Sabadell FC B | 1 – 1                               | UE Figueres | Sabadell |  |
| 19:00 Jornada 2 | Raigón 29'       | Mundo Deportivo L'Esportiu Acta FCF | 21' Ferrón  | Poliesportiu Arrahona-Merinals · 150 espectadors · Héctor Robas Bondia · Ramses Almeda Millan · Salvador Morros Monge · |  |

| 4 setembre 2016 | UE Figueres    | 1 – 1                               | UE La Jonquera | Figueres |  |
| 19:30 Jornada 3 | Torquemada 64' | Mundo Deportivo L'Esportiu Acta FCF | 53' Pons       | Municipal de Vilatenim · 800 espectadors · David García Rosel · Gerard Nierga Gelabert · Guillem Martí Pérez · |  |

| 10 setembre 2016 | CF Peralada                                        | 4 – 0                               | UE Figueres | Peralada |  |
| 18:30 Jornada 4  | Coro 9' · Carbonell 43' · Serrano 78' · Draman 82' | Mundo Deportivo L'Esportiu Acta FCF |             | Municipal de Peralada · 800 espectadors · Gerard Brull Acerete · Guillem Batlle Capa · Ricard Vidal Clermont · |  |

| 18 setembre 2016 | UE Figueres | 0 – 0                               | FC Vilafranca | Figueres |  |
| 16:30 Jornada 5  |             | Mundo Deportivo L'Esportiu Acta FCF |               | Municipal de Vilatenim · 300 espectadors · Óscar Carballo Vázquez · Ainara Acevedo Dudley · Xavier Calvo Arandes · |  |

| 25 setembre 2016 | UE Olot                    | 3 – 2                               | UE Figueres                   | Olot |  |
| 17:00 Jornada 6  | Simón 3' · Álvarez 20' 89' | Mundo Deportivo L'Esportiu Acta FCF | 12' (p.) Masó · 72' Chabboura | Estadi Municipal d'Olot · 1.130 espectadors · Carlos Rodríguez Enrique · David Barón Ajenjo · Javier Martín Varas · |  |

| 2 octubre 2016  | UE Figueres | 1 – 0                               | AEC Manlleu | Figueres |  |
| 16:30 Jornada 7 | Ferrón 6'   | Mundo Deportivo L'Esportiu Acta FCF |             | Municipal de Vilatenim · 350 espectadors · Carlos Ferrero Mansilla · Enric Bureu Méndez · Xavier Codina Casanovas · |  |

| 8 octubre 2016  | FC Ascó                  | 2 – 2                               | UE Figueres                       | Ascó                                                                                                   |  |
| 18:00 Jornada 8 | Osado 44' · Bertomeu 87' | Mundo Deportivo L'Esportiu Acta FCF | 25' (p.) Chabboura · 65' Mercader | Municipal d'Ascó · 150 espectadors · Pau Garcia Fuster · Bernat Pedrol Vozmediano · Pol Roig Portell · |  |

| 12 octubre 2016 | UE Figueres                    | 2 – 1                               | CE Júpiter | Figueres |  |
| 16:30 Jornada 9 | Casanova 77' · Ferrón 89' (p.) | Mundo Deportivo L'Esportiu Acta FCF | 30' Peris  | Municipal de Vilatenim · 400 espectadors · Gerard Castellet Julià · Miguel Enríquez Expósito · Daniel Galera Serrano · |  |

| 16 octubre 2016  | Santfeliuenc FC | 1 – 1                               | UE Figueres  | Sant Feliu de Llobregat |  |
| 18:00 Jornada 10 | Pacheco 66'     | Mundo Deportivo L'Esportiu Acta FCF | 25' Casanova | Nou Estadi Municipal de Les Grases · 400 espectadors · Rubén Mancera Antón · Eduardo Hernández Cacho · Abdelaziz Ajdir Lenti · |  |

| 23 octubre 2016  | UE Figueres         | 1 – 0                               | CE Europa | Figueres |  |
| 17:00 Jornada 11 | González 74' (p.p.) | Mundo Deportivo L'Esportiu Acta FCF |           | Municipal de Vilatenim · 700 espectadors · Miguel Ángel Moreno Villaécija · Joaquín García Hernández · Óscar Cubero Vidal · |  |

| 30 octubre 2016  | UE Vilassar de Mar | 0 – 1                               | UE Figueres | Vilassar de Mar |  |
| 12:00 Jornada 12 |                    | Mundo Deportivo L'Esportiu Acta FCF | 26' Ferrón  | Estadi Municipal Xevi Ramon · 200 espectadors · Gonzalo Romero Freixas · Guillem Mensa Moncunill · Javier Crespo Díaz · |  |

| 6 novembre 2016  | UE Castelldefels | 1 – 0                               | UE Figueres | Castelldefels |  |
| 12:00 Jornada 13 | Maldonado 69'    | Mundo Deportivo L'Esportiu Acta FCF |             | Municipal Els Canyars · 250 espectadors · Vicente Alexandre Muñoz Baquero · Miguel Enríquez Expósito · Daniel Galera Serrano · |  |

| 13 novembre 2016 | UE Figueres               | 4 – 0                               | CF Pobla de Mafumet | Figueres |  |
| 16:30 Jornada 14 | Chabboura 50' 56' 66' 70' | Mundo Deportivo L'Esportiu Acta FCF |                     | Municipal de Vilatenim · 500 espectadors · David López Jiménez · José Unai Garcia Urbaneja · Marcos López Jiménez · |  |

| 20 novembre 2016 | Cerdanyola del Vallès FC | 2 – 0                               | UE Figueres | Cerdanyola del Vallès                                                                                                |  |
| 17:00 Jornada 15 | Jota 41' · Drogba 89'    | Mundo Deportivo L'Esportiu Acta FCF |             | Municipal de les Fontetes · 100 espectadors · Carlos Albelda Bárcena · Sergio Moreno Asensio · Arnau Llopart Carbó · |  |

| 27 novembre 2016 | UE Figueres | 0 – 2                               | CF Muntanyesa             | Figueres |  |
| 16:35 Jornada 16 |             | Mundo Deportivo L'Esportiu Acta FCF | 88' Payán · 89' Fernández | Municipal de Vilatenim · 350 espectadors · Raúl Calle Martínez · Germán Carrasco Baca · David Talavera Bielsa · |  |

| 4 desembre 2016  | Terrassa FC                 | 2 – 1                               | UE Figueres | Terrassa |  |
| 17:00 Jornada 17 | Velillas 66' · Amantini 87' | Mundo Deportivo L'Esportiu Acta FCF | 63' Romero  | Estadi Olímpic de Terrassa · 350 espectadors · José Antonio Fernández Morillo · Sergio García Cobos · Xavier Calvo Arandes · |  |

| 11 desembre 2016 | UE Figueres                 | 3 – 1                               | UE Sant Andreu | Figueres |  |
| 12:00 Jornada 18 | Revert 23' 29' · Ferrón 52' | Mundo Deportivo L'Esportiu Acta FCF | 89' Makaay     | Municipal de Vilatenim · 350 espectadors · Luis Paulino Fernández Fernández · Abdelaziz Ajdir Lanti · Ferran Ceacero Solana · |  |

| 17 desembre 2016 | EC Granollers                                       | 4 – 1                               | UE Figueres  | Granollers |  |
| 19:30 Jornada 19 | Gil 9' · Carrillo 15' · Español 33' · Cano 77' (p.) | Mundo Deportivo L'Esportiu Acta FCF | 58' Casanova | Municipal Carrer Girona · 350 espectadors · Bruno Montoro Ferreiro · Héctor Rosco Ferriz · Artur Argelés Garcia · |  |

| 8 gener 2017     | Palamós CF    | 1 – 1                               | UE Figueres | Palamós |  |
| 12:30 Jornada 20 | Dambelley 89' | Mundo Deportivo L'Esportiu Acta FCF | 89' Revert  | Nou Estadi de Palamós · 900 espectadors · Àlex Gómez Meneses · Alejandro Álvarez Molina · Marc Segarra Nebot · |  |

| 15 gener 2017    | UE Figueres | 0 – 0                               | CE Sabadell FC B | Figueres |  |
| 12:00 Jornada 21 |             | Mundo Deportivo L'Esportiu Acta FCF |                  | Municipal de Vilatenim · 250 espectadors · Pau Garcia Fuster · Alberto Hernández Ortiz · Pol Roig Portell · |  |

| 1 març 2017      | UE La Jonquera | 0 – 0                               | UE Figueres | La Jonquera |  |
| 20:30 Jornada 22 |                | Mundo Deportivo L'Esportiu Acta FCF |             | Municipal de les Forques · 240 espectadors · Oriol Jarit Mesa · Gerard Nierga Gelabert · Juan Manuel García Gómez · |  |

| 29 gener 2017    | UE Figueres             | 2 – 1                               | CF Peralada  | Figueres                                                                                                  |  |
| 12:30 Jornada 23 | Ferrón 46' · Cunill 72' | Mundo Deportivo L'Esportiu Acta FCF | 9' Corominas | Municipal de Vilatenim · 800 espectadors · Gonzalo Romero Freixas · Karim Mansouri · Javier Crespo Díaz · |  |

| 5 febrer 2017    | FC Vilafranca | 1 – 1                               | UE Figueres  | Vilafranca del Penedès |  |
| 12:00 Jornada 24 | Triguero 87'  | Mundo Deportivo L'Esportiu Acta FCF | 25' Casanova | Municipal d'Esports de Vilafranca · 250 espectadors · Sergio Guijarro Álvarez · Daniel López Jiménez · Adrian Paul Hritiuc · |  |

| 12 febrer 2017   | UE Figueres | 1 – 1                               | UE Olot      | Figueres |  |
| 17:00 Jornada 25 | Molist 24'  | Mundo Deportivo L'Esportiu Acta FCF | 46' Blázquez | Municipal de Vilatenim · 700 espectadors · Gerard Brull Acerete · Guillem Martí Pérez · Guillem Fernández Campaña · |  |

| 19 febrer 2017   | AEC Manlleu | 0 – 0                               | UE Figueres | Manlleu |  |
| 16:30 Jornada 26 |             | Mundo Deportivo L'Esportiu Acta FCF |             | Estadi Municipal de Manlleu · 400 espectadors · Adrià Picazo Hernández · Pol Godia Solé · Oriol Mujol Benet · |  |

| 25 febrer 2017   | UE Figueres             | 2 – 0                               | FC Ascó | Figueres |  |
| 16:30 Jornada 27 | Ferrón 57' · Romero 74' | Mundo Deportivo L'Esportiu Acta FCF |         | Municipal de Vilatenim · 250 espectadors · Alejandro Carrillo Vílchez · Bernat Pedrol Vozmediano · Alejandro Aguayo Prieto · |  |

| 5 març 2017      | CE Júpiter             | 2 – 0                               | UE Figueres | Barcelona                                                                                           |  |
| 12:00 Jornada 28 | Saballs 69' · Uroz 77' | Mundo Deportivo L'Esportiu Acta FCF |             | Camp de la Verneda · 350 espectadors · Sergi Carrero Romera · Pol Godía Solé · Ferran Peiró Olomi · |  |

| 12 març 2017     | UE Figueres             | 2 – 1                                           | Santfeliuenc FC  | Figueres |  |
| 16:30 Jornada 29 | Cunill 25' · Molist 88' | Mundo Deportivo L'Esportiu UE Figueres Acta FCF | 11' (p.) Fuentes | Municipal de Vilatenim · 300 espectadors · Carlos Albelda Bárcena · César García Peñacoba · Artur Argelés Garcia · |  |

| 19 març 2017     | CE Europa                                 | 3 – 0                               | UE Figueres | Barcelona                                                                                            |  |
| 12:00 Jornada 30 | Rita 44' · García 48' · Reverter 66' (p.) | Mundo Deportivo L'Esportiu Acta FCF |             | Nou Sardenya · 500 espectadors · Rubén Mancera Antón · Eduardo Hernández Cacho · Dídac Molina Peig · |  |

| 26 març 2017     | UE Figueres                                            | 4 – 0                               | UE Vilassar de Mar | Figueres                                                                                                   |  |
| 16:30 Jornada 31 | Ferrón 11' · Chabboura 27' · Casanova 32' · Revert 74' | Mundo Deportivo L'Esportiu Acta FCF |                    | Municipal de Vilatenim · 300 espectadors · Xavier Bertomeu Garcia · David Barón Ajenjo · Anael Ruiz Díaz · |  |

| 2 abril 2017     | UE Figueres | 0 – 1                               | UE Castelldefels | Figueres |  |
| 16:30 Jornada 32 |             | Mundo Deportivo L'Esportiu Acta FCF | 69' Moreno       | Municipal de Vilatenim · 300 espectadors · Carlos Ferrero Mansilla · Jonathan Miguel Teruel · Marc Perelló Campaña · |  |

| 8 abril 2017     | CF Pobla de Mafumet | 1 – 1                               | UE Figueres   | La Pobla de Mafumet |  |
| 17:00 Jornada 33 | Brugué 20'          | Mundo Deportivo L'Esportiu Acta FCF | 31' Chabboura | Estadi Municipal de La Pobla de Mafumet · 150 espectadors · Vicente Alexandre Muñoz Baquero · Paula Líndez Ciurana · Germán Rodríguez Roig · |  |

| 13 abril 2017    | UE Figueres | 0 – 0                               | Cerdanyola del Vallès FC | Figueres |  |
| 20:30 Jornada 34 |             | Mundo Deportivo L'Esportiu Acta FCF |                          | Municipal de Vilatenim · 250 espectadors · Sergio Guijarro Álvarez · Daniel López Jiménez · Alejandro Morales Centella · |  |

| 23 abril 2017    | CF Muntanyesa | 1 – 2                               | UE Figueres            | Barcelona |  |
| 12:00 Jornada 35 | García 67'    | Mundo Deportivo L'Esportiu Acta FCF | 30' Setti · 89' Ferrón | Camp Municipal de Nou Barris · 400 espectadors · Gonzalo Romero Freixas · Javier Crespo Díaz · Sergio Vázquez Cabré · |  |

| 30 abril 2017    | UE Figueres | 0 – 1                               | Terrassa FC  | Figueres |  |
| 16:30 Jornada 36 |             | Mundo Deportivo L'Esportiu Acta FCF | 51' Velillas | Municipal de Vilatenim · 400 espectadors · David López Jiménez · José Unai García Urbaneja · José María Rodríguez Enrique · |  |

| 7 maig 2017      | UE Sant Andreu | 0 – 1                               | UE Figueres   | Barcelona |  |
| 12:00 Jornada 37 |                | Mundo Deportivo L'Esportiu Acta FCF | 89' del Campo | Municipal Narcís Sala · 800 espectadors · Víctor Manuel Sánchez Rico · Joaquín García Hernández · Óscar Cubero Vidal · |  |

| 14 maig 2017     | UE Figueres | 1 – 2                               | EC Granollers       | Figueres |  |
| 16:30 Jornada 38 | Ferrón 89'  | Mundo Deportivo L'Esportiu Acta FCF | 3' Serra · 27' Cano | Municipal de Vilatenim · 350 espectadors · Bruno Montoro Ferreiro · José Unai García Urbaneja · Enric Bureu Méndez · |  |

## Classificació
| Pos. | Equip                    | J  | G  | E  | P  | GF | GC | DG  | pts. |
| --- | ------------------------ | -- | -- | -- | -- | -- | -- | --- | ---- |
| 1r | UE Olot                  | 38 | 24 | 8  | 6  | 73 | 38 | +35 | 80   |
| 2n | CF Peralada              | 38 | 24 | 5  | 9  | 68 | 27 | +41 | 77   |
| 3r | Terrassa FC              | 38 | 19 | 9  | 10 | 48 | 26 | +22 | 66   |
| 4t | FC Vilafranca            | 38 | 18 | 10 | 10 | 60 | 37 | +23 | 64   |
| 5è | UE Sant Andreu           | 38 | 16 | 12 | 10 | 51 | 40 | +11 | 60   |
| 6è | FC Ascó                  | 38 | 15 | 12 | 11 | 44 | 37 | +7  | 57   |
| 7è | CF La Pobla de Mafumet   | 38 | 12 | 19 | 7  | 43 | 36 | +7  | 55   |
| 8è | EC Granollers            | 38 | 14 | 8  | 16 | 47 | 54 | -7  | 50   |
| 9è | UE Figueres              | 38 | 12 | 14 | 12 | 39 | 41 | +2  | 50   |
| 10è | UE Vilassar de Mar       | 38 | 13 | 11 | 14 | 40 | 44 | -4  | 50   |
| 11è | Palamós CF               | 38 | 13 | 10 | 15 | 49 | 55 | -6  | 49   |
| 12è | CE Europa                | 38 | 11 | 14 | 13 | 28 | 32 | -4  | 47   |
| 13è | Santfeliuenc FC          | 38 | 11 | 12 | 15 | 39 | 44 | -5  | 45   |
| 14è | Cerdanyola del Vallès FC | 38 | 11 | 12 | 15 | 43 | 51 | -8  | 45   |
| 15è | UE Castelldefels         | 38 | 11 | 9  | 18 | 34 | 51 | -17 | 42   |
| 16è | UE La Jonquera           | 38 | 10 | 12 | 16 | 19 | 29 | -10 | 42   |
| 17è | CF Muntanyesa            | 38 | 11 | 9  | 18 | 32 | 48 | -16 | 42   |
| 18è | AEC Manlleu              | 38 | 8  | 16 | 14 | 41 | 59 | -18 | 40   |
| 19è | CE Júpiter               | 38 | 7  | 14 | 17 | 32 | 52 | -20 | 35   |
| 20è | CE Sabadell FC B         | 38 | 7  | 10 | 21 | 34 | 63 | -29 | 31   |
| En groc, els equips que disputaren la fase de promoció a Segona B, i en vermell, els que descendiren a Primera catalana. |                          |    |    |    |    |    |    |     |      |

## Estadístiques individuals
| Jugador                     | P. | T. | S. | M.   | G. | A. | TG | TV |
| --------------------------- | -- | -- | -- | ---- | -- | -- | -- | -- |
| Sergi Romero Moreno         | 38 | 38 | 0  | 3420 | 2  | 0  | 4  | 0  |
| Ricard Mercader Frigola     | 37 | 31 | 6  | 2618 | 1  | 3  | 7  | 0  |
| Javier Ferrón Palau         | 35 | 31 | 4  | 2592 | 10 | 2  | 6  | 1  |
| Mohamed Chabboura Houh      | 35 | 19 | 16 | 1826 | 8  | 1  | 7  | 1  |
| Antoni Cunill Pérez         | 33 | 33 | 0  | 2970 | 2  | 0  | 8  | 0  |
| Adrià Casanova Clusells     | 33 | 17 | 16 | 1599 | 5  | 0  | 3  | 0  |
| Miquel Molist Solvas        | 32 | 28 | 4  | 2539 | 2  | 1  | 4  | 1  |
| Joaquim Rodríguez Vicens    | 30 | 25 | 5  | 2319 | 0  | 1  | 5  | 0  |
| Cristian Venzal Moreno      | 30 | 23 | 7  | 2114 | 0  | 0  | 6  | 1  |
| Santiago Varese Nafa        | 29 | 24 | 5  | 2057 | 0  | 0  | 6  | 0  |
| Ferran Grau Suñé            | 28 | 27 | 1  | 2253 | 0  | 0  | 9  | 1  |
| Ramon Masó Vallmajó         | 27 | 26 | 1  | 2187 | 1  | 0  | 6  | 2  |
| Pedro del Campo González    | 23 | 20 | 3  | 1777 | 1  | 3  | 2  | 0  |
| Javier Revert Peris         | 23 | 11 | 12 | 987  | 4  | 0  | 2  | 0  |
| Xavier Gallego Llauró       | 22 | 22 | 0  | 1980 | 0  | 0  | 1  | 0  |
| Roger Torquemada Rodríguez  | 18 | 13 | 5  | 587  | 1  | 0  | 7  | 0  |
| Martí Bartrina Busquets     | 15 | 15 | 0  | 1350 | 0  | 0  | 2  | 0  |
| Sebastian Andrés Setti      | 15 | 8  | 7  | 841  | 1  | 0  | 1  | 0  |
| Marc Bonaventura Vallmajor  | 11 | 5  | 6  | 498  | 0  | 0  | 1  | 0  |
| Ian Vila Reyes              | 7  | 5  | 2  | 452  | 0  | 0  | 3  | 0  |
| Josep Maria Chavarria Pérez | 6  | 3  | 3  | 245  | 0  | 1  | 0  | 0  |
| Albert Genís Rigall         | 2  | 1  | 1  | 100  | 0  | 0  | 0  | 0  |
| Pau Valeros Rovira          | 1  | 1  | 0  | 90   | 0  | 0  | 0  | 0  |